# Samlade TV-hits
Samlade TV-hits är ett samlingsalbum från 2003 av det svenska dansbandet Sten & Stanley, utgivet 8 oktober 2003. På albumet finns 21 melodier som bandet framfört i TV eller gjorts i video, av vilka sex aldrig tidigare givits ut på CD.

## Låtlista
1. "Vild och lite galen"
2. "Anderssons affär"
3. "En bild av dig"
4. "Jag är från landet" ("I'm from the Country")
5. "Medan jorden går ett varv"
6. "Om du vill så flyger jag"
7. "En liten bit är bättre än nada" ("Little Bit is Better Than Nada")
8. "Juliette"
9. "Bara när jag blundar"
10. "Sucu Sucu"
11. "Mitt hjärta"
12. "Kan en ängel utan vingar flyga"
13. "Vågar du så vågar jag"
14. "Hallå Mary Lou" ("Hello Mary Lou")
15. "Om bara jag får"
16. "Ingenting kan stoppa mej"
17. "Sommar"
18. "En vind som blåser"
19. "Efteråt"
20. "Två steg fram och ett tillbaka"
21. "Jag vill vara din, Margareta"

## Listplaceringar
| Lista (2003) | Topplacering |
| ------------ | ------------ |
| Sverige      | 16           |